# Julio Cano Lasso
Julio Cano Lasso (Madrid 1920 — 1996) foi um arquitecto espanhol.